# Янг, Боуэн
Боуэн Янг (англ. Bowen Yang; род. 6 ноября 1990 года, Брисбен, Квинсленд, Австралия) — американский актёр, комик, подкастер и писатель. В сентябре 2018 года Янга пригласили присоединиться к группе сценаристов скетч-комедийной передачи «Saturday Night Live» (SNL) в преддверии его 44-го сезона, а год спустя он был повышен до статуса актёра в эфире для 45-го сезона SNL. В 2021 году он стал первым актёром основного состава SNL, номинированным на премию «Эмми» в категории «Лучший актёр второго плана в комедийном сериале». Перед 47-м сезоном его повысили до статуса репертуарного актёра.
Янг снимался в телевизионных сериалах «Girls5Eva», «Ziwe» и «Другие двое», а также появлялся в качестве приглашённого актёра в сериале «Аквафина: Нора из Куинса». Он также известен своими ролями в романтических комедиях ЛГБТК+ «Файер-Айленд» и «Дружки», вышедших в 2022 году, и в музыкальном фэнтезийном фильме 2024 года «Злая: Сказка о ведьме Запада». Янг является соведущим комедийного подкаста о поп-культуре «Las Culturistas» вместе с Мэттом Роджерсом. В январе 2019 года он был включён в список «30 Under 30» журнала Forbes в категории «Голливуд и сфера развлечений».
Номинант различных премий: четырёх прайм-тайм премий «Эмми», двух премий Гильдии сценаристов США, номинант премии Гильдии киноактёров США.

## Ранняя жизнь и образование
Янг родился в Брисбене, штат Квинсленд, Австралия, в семье, эмигрировавшей из Китая в 1986 году. Его отец, Руйлинь, вырос в сельской местности региона Внутренняя Монголия в Китае, где жил в соломенной и глинобитной хижине. Родители Руйлиня были неграмотными, но он часами читал книги при свете свечи и в итоге поступил в университет. Мать Янга, уроженка Шэньяна, была высокообразованным врачом, ныне на пенсии. Она работала акушером-гинекологом в Китае, а затем перешла в сферу диагностики. Пара переехала в Брисбен, чтобы Руйлинь мог получить докторскую степень в области разработки взрывчатых веществ для горных работ.
У Янга есть старшая сестра. В семье говорили на севернокитайском языке и посещали китайскую воскресную школу. Когда Боуэну было шесть месяцев, семья переехала в Канаду и в итоге обосновалась в Монреале, где Боуэн впервые открыл для себя «Saturday Night Live» (SNL). В возрасте девяти лет они снова переехали, на этот раз в Орору, Колорадо. В детстве его привлекали поздние вечерние комики и ведущие Дэвид Леттерман и Конан О'Брайен.
Учителем математики в старшей школе Янга был Адриан Ольгин, который также был его тренером в импровизационной комедийной группе «Spontaneous Combustion» при школе Smoky Hill. Янг получил почти идеальный балл на ACT (35) и 2200 баллов на SAT, а также окончил среднюю школу в 2008 году. Он был назван королём выпускного бала и также был признан «наиболее вероятным кандидатом на участие в актёрском составе „Saturday Night Live“» в ежегоднике своей школы.
Когда Янгу было семнадцать, отец узнал, что его сын гей, из «открытого окна чата» на семейном компьютере. Его родители не были восприимчивы к новостям, заявив, что подобные вещи «не происходят в Китае». Отец Янга часто плакал из-за этого откровения и, будучи нерелигиозным, но желая «решить проблемы», организовал для него посещение восьми сеансов репаративной терапии. Он согласился присутствовать на сеансах, чтобы успокоить своих родителей, которые сказали, что в противном случае не позволили бы ему переехать в Нью-Йорк для поступления в Нью-Йоркский университет, который уже посещала его сестра. Он сразу же был встревожен сочетанием религии консультантом и использованием псевдонаучных рассуждений для объяснения позитивных гомосексуальных проявлений.В интервью для «Нью-Йорк таймс» Морин Дауд задалась вопросом, почему его родители, оба ученые, не заметили разрыва. Боуэн сказал: «Для них это была культурная ценность, связанная с мужественностью, с продолжением семейной линии, с сохранением определенных вещей святыми». Он также сказал: «Я хотел пойти им навстречу, но понимал, что это должно быть довольно категорично. Это был выбор „или-или“».
В 2008 году Янг переехал в Нью-Йорк и присоединился к своей сестре в Нью-Йоркском университете. Его отец поручил ей сопровождать его в течение этого периода, поскольку Боуэн примерял «гетеросексуальность и с треском провалился». Янг принял то, что он гей, включив это в свою комедию, и надеялся, что его родители научатся принимать этот аспект его личности. С тех пор они заключили перемирие и наслаждаются «прекрасными отношениями». В Нью-Йоркском университете он был в импровизационной группе «Dangerbox» и иногда выступал со Стефани Сюй, участницей школьной скетч-группы.
Янг был вдохновлён героиней Сандры О, Кристиной Янг из «Анатомии страсти», за ее невротические и неустанные занятия, и стремился стать врачом. Он посещал пред-медицинские курсы и окончил Нью-Йоркский университет со степенью бакалавра химии. Поняв, что на самом деле О вдохновила его своими актерскими способностями, он решил вместо этого продолжить карьеру в комедии. В Нью-Йоркском университете он познакомился с Мэттом Роджерсом, с которым они основали «Las Culturistas», еженедельный комедийный подкаст, в котором Янг «непримиримо выражает свою личность, историю и самого себя, делясь своим опытом как члена сообщества ЛГБТК».

## Карьера

### Ранняя карьера
Янг самостоятельно освоил Adobe Photoshop и программы для графического дизайна, а затем с 2013 по 2018 год работал графическим дизайнером на сайте One Kings Lane, специализирующемся на роскошных интерьерах и дизайне домов. Компания была гибкой в отношении графика Янга, учитывая его потребности в свободном времени для участия в комедийных проектах. Ян также выступал в жанре импровизации в Upright Citizens Brigade. В этот период он разрабатывал графику для своих собственных шоу и для комедийных выступлений своих друзей.
Подкаст, который Ян ведёт вместе с Мэттом Роджерсом, под названием «Las Culturistas», был описан изданием Vulture как «забавно нелепый» и «двуглавый сарказм». Премьера подкаста состоялась в 2016 году, и по состоянию на сентябрь 2019 года он насчитывает более 300 эпизодов. Каждый выпуск начинается с интервью с гостем из мира поп-культуры, а затем переходит к одноминутным раундам «I Don't Think So, Honey!» (IDTSH), где ведущие и гости высказывают свои претензии. IDTSH также превратился в отдельное живое шоу. Янг считает, что подкаст «Las Culturistas» вместе с Роджерсом помог ему расширить свою фанатскую базу. В 2018 году он был номинирован на премию Shorty Award в категории «Лучшее в социальных сетях».
Янг появлялся в таких шоу, как «Брод Сити» Comedy Central, веб-сериал Vimeo «Лишние» и веб-комедия HBO «Кайф с доставкой». Он был актёром второго плана в фильме 2019 года «Ну разве не романтично?» и выступал со стендапом на HBO «Две оторвы на престоле». Он сыграл модного дизайнера Александра Ванга в скетч-сериале Comedy Central «Up Next». В 2019 году Янг получил освещение в прессе за свои вирусные посты в Twitter, состоящие из «мастерски синхронизированных видео известных сцен из фильмов», в которых он воспроизводит диалоги из дивских сцен и известных моментов в популярной культуре. Среди прошлых видео были монолог Миранды Пристли из фильма «Дьявол носит Prada», Тайра Бэнкс, кричащая на участницу Тиффани Ричардсон в «Топ-модель по-американски», и вирусное видео Cardi B о шатдауне 2019 года. Каждое из этих видео собрало тысячи лайков и ретвитов.

### Saturday Night Live

#### 2018: Сценарист
В 2018 году Янг был нанят в качестве штатного сценариста в «Saturday Night Live» на 44-й сезон шоу. Он сказал, что «в детстве ему всегда нравилось SNL, но ему было трудно представить себя в передаче, потому что он никогда не видел людей, похожих на него, связанных с шоу». Янг является сценаристом 21 серии шоу сезона 2018-2019. Среди его работ были: «GP Yass», игра с GPS-навигатором автомобиля, который использует драг-квин для указания направления движения; и два скетча, написанных в соавторстве с Хулио Торресом, в которых показан талант Янга привносить «драму, напряжение и изысканную предысторию» в повседневную деятельность, такую как: оплата счетов, «Чеки», с Сандрой О и актриса, играющая эпизодическую роль в гей-порнофильме, «Актриса», с Эммой Стоун. «Актриса» была названа Out «самым веселым скетчем SNL за всё время» и показал Стоун как актрису «серьезного метода», слишком серьезно воспринимающую свою роль обманутой домохозяйки рядом с реальным порноактером-геем Таем Митчеллом. Предварительная запись — так называемая, поскольку она снимается на несколько дней вперед, а не транслируется вживую — была поддержана Стоун для включения в эфир. Создатель SNL Лорн Майклp знал, что Янг будет выступать в эфире, но хотел, чтобы сначала ему было комфортно на их сцене. Янг сыграл эпизодическую роль в эпизоде «Сандра О/Tame Impala» в роли северокорейского лидера Ким Чен Ына, в то время как О играла его переводчика.

#### 2019–наст. время: Актёрский состав прямого эфира
В сентябре 2019 года Янг был повышен до актёра второго плана в 45-м сезоне вместе с импровизатором Хлоей Файнмен, они были повышены до репертуарного статуса в начале 47-го сезона шоу в сентябре 2021 года. Янг — первый в истории шоу актёр китайского происхождения и третий мужчина-гей после Терри Суини и Джона Милхайзер.
На протяжении нескольких десятилетий в «SNL» было «мало представителей людей азиатского происхождения в качестве актёров или ведущих». До повышения Янга в шоу было всего три актёра и шесть ведущих азиатского происхождения. Исследование SNL, проведенное в 2016 году, показало: 90% ведущих шоу 1975-2016 годов (всего 826 человек) были белыми, 6,8% - черными, 1,2% - латиноамериканцами и 1,1% — «другими». Аналогично, SNL имеет сравнительно низкую представленность ЛГБТК в эфире и среди приглашённых ведущих с момента запуска сериала в 1975 году. Янг — третий мужчина-гей и шестой ЛГБТК-участник. Объявление о наборе Янга в «Saturday Night Live» получило международную огласку и в течение нескольких часов было омрачено откровениями о том, что комик Шейн Гиллис, нанятый в то же время, отпускал гомофобные и анти-азиатские шутки. Гиллис принес извинения, но через несколько дней был уволен из SNL.
Первым эпизодом Янга в качестве постоянного актера стал эпизод открытия сезона 28 сентября 2019 года с ведущим Вуди Харрельсоном. Примечательно, что он был включен в холодную открытую роль Ким Чен Ына в сериале, который давал советы Трампу по урегулированию украинского скандала, включая разоблачителя, который помог инициировать слушания по импичменту в 2019 году. В других сценах он изобразил кандидата в президенты от Демократической партии Эндрю Яна в пародии на дебаты в ратуше и был статистом в пародийном трейлере фильма «Аббатство Даунтон». В октябре 2019 года Янг дебютировал в «Weekend Update» (WU), скетче SNL с сатирическими выпусками новостей, в роли торгового представителя Китая, Чена «Торгового папочки» Бяо, в сегменте о торговой войне Дональда Трампа, который был «кратким, забавным и содержал несколько умных сатирических моментов». Персонаж Янга, Бяо, вернулся в «WU» в качестве недавно назначенного министра здравоохранения в связи с пандемией COVID-19, который неубедительно пытается заверить, что Китай контролирует ситуацию. Возможно, его «самый грязный» скетч, также написанный в соавторстве с другом Хулио Торресом, был сделан для приглашенного ведущего Гарри Стайлза в роли некомпетентного менеджера Sara Lee Corporation, который смешивает свой собственный аккаунт гей-БДСМ в Instagram с «брендом здорового хлеба» компании. Он занял 2-е место в списке самых влиятельных квир-артистов Голливуда по версии журнала Variety «Сила гордости» в 2021 году. В том же году Янг был номинирован на прайм-тайм премию «Эмми» в категории «Лучший актёр второго плана в комедийном сериале». Он первый признанный игрок, который когда-либо был номинирован. Он также сыграл члена Зала славы НБА Яо Мина в январе 2022 года. С 2023 года он также сыграл конгрессмена Джорджа Сантоса в нескольких скетчах, которые получили высокую оценку критиков.
В 2021 году Ян был удостоен аплодисментов за высказывание по поводу недавнего всплеска насилия в отношении американцев азиатского происхождения в сегменте «Weekend Update». Он призвал аудиторию «зарядиться» (используя китайское приветствие Jiayou) и делать больше для американцев азиатского происхождения. Также в 2021 году он был включён в список «Time 100» — ежегодный список 100 самых влиятельных людей мира по версии журнала Time.

### Другая работа
Янг играет кузена Норы Лам, мобильного разработчика приложений, в ситкоме Comedy Central «Аквафина: Нора из Куинса», премьера которого состоялась в январе 2020 года и который был продлён на третий сезон в 2022 году. Он также является сценаристом музыкального комедийного сериала Apple TV+ «Шмигадун!», в котором снимается его бывшая коллега по «SNL» Сесили Стронг. В сентябре 2021 года он участвовал в качестве гостя в новостной викторине NPR «Wait Wait... Don't Tell Me!». В 2022 году он снялся в фильме «Файер-Айленд», написанном и сыгранном его близким другом Джоэлем Ким Бустером, с которым он познакомился в начале своей комедийной карьеры. Янг также появился в фильме 2022 года «Дружки» и является частью актёрского состава мюзикла «Дикс: Мюзикл» вместе с Аароном Джексоном, Джошем Шарпом и Меган Ти Сталлион. В 2024 году он исполняет роль Пфанни в экранизации мюзикла «Злая: Сказка о ведьме Запада».

## Фильмография

### Кино
| Год  | Название                                            | Роль           | Примечания     | Ист.   |
| ---- | --------------------------------------------------- | -------------- | -------------- | ------ |
| 2019 | Ну разве не романтично?                             | Парень Донни   |                | [ 65 ] |
| 2020 | Цикада                                              | Хадсон         |                | [ 66 ] |
| 2022 | Затерянный город                                    | Рэй модератор  |                | [ 67 ] |
| 2022 | Файер-Айленд                                        | Хоуи           |                | [ 68 ] |
| 2022 | Дружки                                              | Лоуренс Грейп  |                | [ 69 ] |
| 2022 | Ночь в музее: Новое воскрешение Камунра             | Ронни          | Озвучивание    | [ 70 ] |
| 2023 | Обезьяний король                                    | Лун-ван        | Озвучивание    | [ 71 ] |
| 2023 | Дикс: Мюзикл                                        | Бог            |                | [ 72 ] |
| 2023 | Пожалуйста, не уничтожайте: Сокровище Туманной горы | Северный ветер |                | [ 73 ] |
| 2023 | Отличный гамбургер 2                                | Он сам         |                | [ 74 ] |
| 2024 | Ученик тигра                                        | Сидни          | Озвучивание    |        |
| 2024 | Гарфилд в кино                                      | Нолан          | Озвучивание    | [ 75 ] |
| 2024 | Злая: Сказка о ведьме Запада                        | Пфанни         |                | [ 76 ] |
| 2025 | Свадебный банкет                                    | Крис           | Потс-продакшен | [ 77 ] |
| 2025 | Злая: Навсегда                                      | Пфанни         | Потс-продакшен |        |
| 2026 | Кот в шляпе                                         | TBA            | Озвучивание    | [ 78 ] |

### Телевидение
| Год        | Название                               | Роль                              | Примечания                                                                   | Ист. |
| ---------- | -------------------------------------- | --------------------------------- | ---------------------------------------------------------------------------- | ---- |
| 2016       | Брод Сити                              | Консультант по продажам           | 2 эпизода                                                                    |      |
| 2016       | The Outs                               | Джейсон                           | 4 эпизода                                                                    |      |
| 2018       | Кайф с доставкой                       | Брайн                             | Эпизод: «Глобо»                                                              |      |
| 2019       | Джон Глейзер обожает снаряжение        | Боуэн                             | Эпизод: «Выживание»                                                          |      |
| 2019—н. в. | Поздней ночью с Сетом Майерсом         | Он сам                            | 7 эпизодов                                                                   |      |
| 2019—н. в. | Saturday Night Live                    | Различные роли                    | 76 эпизодов                                                                  |      |
| 2020–2023  | Аквафина: Нора из Куинса               | Эдмунд                            | 17 эпизодов                                                                  |      |
| 2020       | Несгибаемая Кимми Шмидт                | Ким Чен Ын                        | Специальная сцена: «Kimmy vs the Reverend»                                   |      |
| 2020       | Спецагент Арчер                        | Вин Ли (голос)                    | Эпизод: «Кровавый всплеск»                                                   |      |
| 2021       | Girls5eva                              | Зандер                            | 2 эпизода                                                                    |      |
| 2021       | Ziwe                                   | Он сам                            | Эпизод: «Накопители богатства»                                               |      |
| 2021       | Другие двое                            | Он сам                            | Эпизод: «Чейз и Пэт просто великолепны»                                      |      |
| 2021       | Десятилетний Том                       | (голос)                           | Эпизод: «Конкурс по правописанию сфальсифицирован/Отец Дакоты»               |      |
| 2022       | Семья Кардашьян                        | Он сам                            | Эпизод: «Жизнь в Нью-Йорке»                                                  |      |
| 2022       | Дунканвилль                            | (голос)                           | 2 эпизода                                                                    |      |
| 2023       | Мой питомец - псих                     | Лонни (голос)                     | Эпизод: «Кто такой домовладелец?»                                            |      |
| 2023       | Симпсоны                               | Ричард (голос)                    | Эпизод: «Приключения Гомера за ветровым стеклом»                             |      |
| 2023       | Гремлины                               | Администратор Celestrial (голос)  | 4 эпизода                                                                    |      |
| 2023       | RuPaul's Drag Race All Stars           | Он сам                            | Приглашенный судья; Эпизод: «Любовная игра на вынос»                         |      |
| 2023       | RuPaul's Drag Race All Stars: Untucked | Он сам                            | Специальный гость; Эпизод: «All Stars Untucked: Захватывающая игра в любовь» |      |
| 2023       | Скотт Пилигрим жмёт на газ             | Телевизионная сплетня № 2 (голос) | Эпизод: «Что бы там ни было»                                                 |      |
| 2024       | Фантазмы                               | Додо                              | 2 эпизода                                                                    |      |
| 2024       | Джентри Чау против демонов             | Эд (голос)                        | 13 эпизода                                                                   |      |

### Сценарист
| Год       | Название                               | Примечания                  | Ист. |
| --------- | -------------------------------------- | --------------------------- | ---- |
| 2018–2019 | Saturday Night Live                    | 21 эпизод                   |      |
| 2019      | 76-я церемония премии «Золотой глобус» |                             |      |
| 2021      | Шмигадун!                              | Эпизод: «Cross That Bridge» |      |

## Награды и номинации
- 2019 – Forbes 30 Under 30 Hollywood & Entertainment list[6]
- 2019 – Out 100 Артист года в сфере развлечений[81]
- 2020 – Кампания за права человека Visibility Award[82]
- 2021 – People Самый сексуальный мужчина[83]
- 2021 – Variety Сила гордости[52]
- 2021 – Time 100 Самые влиятельные люди[57]
- 2021 – Just for Laughs Лучшая комедийная звезда года[84]

| Награда                              | Год  | Категория                                                                 | Работа                       | Результат | Ист.   |
| ------------------------------------ | ---- | ------------------------------------------------------------------------- | ---------------------------- | --------- | ------ |
| Прайм-таймовая премия «Эмми»         | 2019 | Выдающийся автор сценария для варьете-шоу                                 | Saturday Night Live          | Номинация | [ 85 ] |
| Прайм-таймовая премия «Эмми»         | 2021 | Лучший актёр второго плана в комедийном сериале                           | Saturday Night Live          | Номинация | [ 85 ] |
| Прайм-таймовая премия «Эмми»         | 2022 | Лучший актёр второго плана в комедийном сериале                           | Saturday Night Live          | Номинация | [ 85 ] |
| Прайм-таймовая премия «Эмми»         | 2024 | Лучший актёр второго плана в комедийном сериале                           | Saturday Night Live          | Номинация | [ 86 ] |
| Премия Гильдии сценаристов США       | 2019 | Комедийный/эстрадный скетч-сериал                                         | Saturday Night Live          | Номинация | [ 87 ] |
| Премия Гильдии сценаристов США       | 2020 | Комедийный/эстрадный скетч-сериал                                         | Saturday Night Live          | Номинация | [ 87 ] |
| Dorian Awards                        | 2021 | Лучшее телевизионное выступление второго плана                            | Saturday Night Live          | Номинация | [ 88 ] |
| Dorian Awards                        | 2021 | Лучшее музыкальное телевизионное представление «Песня месяца гордости»    | Saturday Night Live          | Номинация | [ 88 ] |
| Dorian Awards                        | 2021 | Лучший телевизионный музыкальный спектакль «Голубчик»                     | Saturday Night Live          | Номинация | [ 88 ] |
| Hollywood Critics Association Awards | 2022 | Лучший актер второго плана в телевизионном или кабельном сериале, комедия | Saturday Night Live          | Номинация | [ 89 ] |
| Премия «Готэм»                       | 2022 | Дань уважения актёрскому ансамблю                                         | Файер-Айленд                 | Победа    | [ 90 ] |
| iHeartRadio Podcast Awards           | 2023 | Подкаст года                                                              | Las Culturistas              | Победа    | [ 91 ] |
| iHeartRadio Podcast Awards           | 2023 | Лучший комедийный подкаст                                                 | Las Culturistas              | Номинация | [ 92 ] |
| Премия Гильдии киноактеров США       | 2025 | Лучший актёрский состав в игровом кино                                    | Злая: Сказка о ведьме Запада | Номинация | [ 93 ] |

### Комментарии
1. ↑  Фред Армисен (2002–2013), у которого дедушка корейского происхождения; Роб Шнайдер (1988–1994), бабушка филиппинского происхождения; и Насим Педрад (2009–2014) родилась в Тегеране, Иран.[36]
2. ↑  Шестью ведущими были: Джеки Чан и Люси Лью в 2000 году; Азиз Ансари и Кумэйл Нанджиани в 2017 году; Аквафина в 2018 году; и Сандра О в 2019 года.[36][40]
3. ↑  Денни Диллон был актером в сезоне 1980-1981 годов, но в то время не снимался.[41] В сезоне 1985-1986 годов Терри Суини был их первым актером-геем мужского пола,[42][43] Джон Милхайзер был вторым в актерском составе в 2013-2014 годах;[44] он был четвертым актером из ЛГБТ-сообщества в целом; Данитра Вэнс также снималась в сериале в 1985-1986 годах, но была in the closet, все трое ушли после одного сезона; Кейт Маккиннон была лесбиянкой до того, как стала актрисой в 2012 году, и продолжает сниматься по настоящее время.[45]